# (500342) 2012 SM56
(500342) 2012 SM56 es un asteroide que forma parte del cinturón interior de asteroides, descubierto el 21 de abril de 2011 por el equipo del Pan-STARRS desde el Observatorio de Haleakala, Hawái, Estados Unidos.

## Designación y nombre
Designado provisionalmente como 2012 SM56.

## Características orbitales
2012 SM56 está situado a una distancia media del Sol de 1,862 ua, pudiendo alejarse hasta 1,946 ua y acercarse hasta 1,778 ua. Su excentricidad es 0,045 y la inclinación orbital 20,55 grados. Emplea 928,091 días en completar una órbita alrededor del Sol.

## Características físicas
La magnitud absoluta de 2012 SM56 es 18,3.